# Juli 1913
Portal Geschichte | Portal Biografien | Aktuelle Ereignisse | Jahreskalender | Tagesartikel

◄ |
19. Jahrhundert |
20. Jahrhundert
| 21. Jahrhundert

◄ |
1880er |
1890er |
1900er |
1910er
| 1920er | 1930er | 1940er | ►

◄ |
1909 |
1910 |
1911 |
1912 |
1913
| 1914 | 1915 | 1916 | 1917 | ►

◄ |
April 1913 |
Mai 1913 |
Juni 1913 |
Juli 1913 |
August 1913 |
September 1913 |
Oktober 1913 |
►
Dieser Artikel behandelt tagesbezogene Nachrichten und Ereignisse im Juli 1913.

## Tagesgeschehen

### Dienstag, 1. Juli

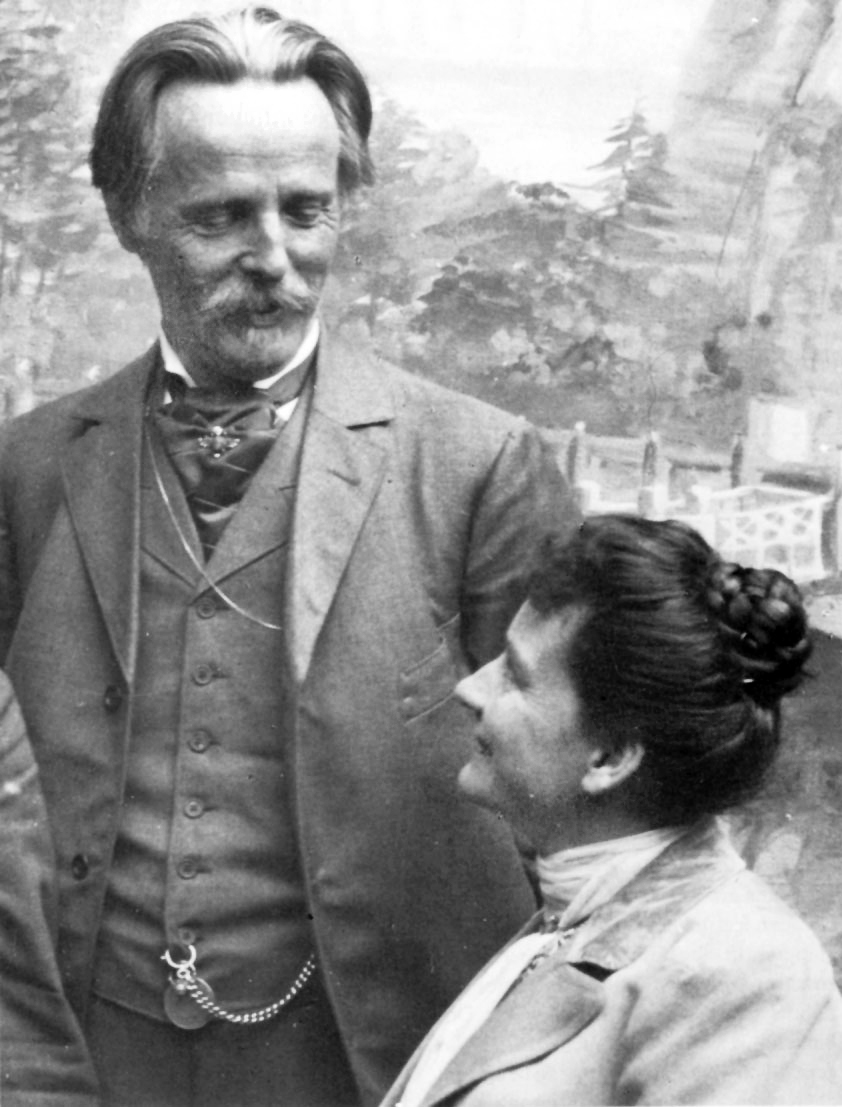
Ehepaar May im Jahr 1904

- München/Deutsches Kaiserreich: Die Gemeinde Berg am Laim mit den Gemeindeteilen Berg am Laim, Baumkirchen, Echarding, Josephsburg, Steinhausen und Zamdorf, die  Gemeinde Moosach mit den Gemeindeteilen Moosach, Fasanerie, Hartmannshofen und Nederling und die Gemeinde Oberföhring mit den Gemeindeteilen Oberföhring und St. Emmeram werden in das Stadtgebiet von München eingemeindet.
- Radebeul/Deutsches Kaiserreich: Klara May (Witwe von Karl May, Universalerbin und Nachlassverwalterin), Friedrich Ernst Fehsenfeld (Mays bisheriger Hauptverleger) und der Jurist Euchar Albrecht Schmid (als Geschäftsführer) gründen den „Verlag der Karl-May-Stiftung Fehsenfeld & Co.“. Ab 1915 trägt er den Namen Karl-May-Verlag (KMV)
- Deutsches Kaiserreich: Die Gewerkschaftlich-Genossenschaftliche Versicherungsaktiengesellschaft Volksfürsorge nimmt den Geschäftsbetrieb auf.
- Luxemburg: Die Tageszeitung Escher Tageblatt erscheint erstmals. Später wird sie in Tageblatt umbenannt.

### Mittwoch, 2. Juli
- Buenos Aires/Argentinien: Juan Manuel Ortiz de Rosas übernimmt von Eduardo Arana den Posten des Gouverneurs von Buenos Aires. Er hat ihn bis zum 1. September desselben Jahres inne.
- Österreich-Ungarn: Georg Ludwig von Trapp, der Vater der Trapp-Familie auf der das Musical The Sound of Music basiert, gibt den Oberbefehl über das U-Boot U 6 ab.
- Deutsches Kaiserreich: Generalmajor Viktor Albrecht übernimmt den Befehl über die 3. Garde-Infanterie-Brigade und Generalmajor Viktor Kühne wird Kommandant der 30. Feldartillerie-Brigade in Straßburg

### Dienstag, 8. Juli
- Balkan: Serbien und Griechenland erklären Bulgarien im Zweiten Balkankrieg den Kriegszustand. Zwei Tage später, am 10. Juli folgt Rumänien und am 11. Juli folgt auch das Osmanische Reich.

### Mittwoch, 9. Juli

Logo des Internal Revenue Service

- Vereinigte Staaten: In Folge der Verabschiedung des 16. Zusatzartikels zur Verfassung der Vereinigten Staaten wird der Internal Revenue Service, die Bundessteuerbehörde des Landes, gegründet.
- Österreich-Ungarn: Kaiser Franz Joseph I. stiftet das Erinnerungskreuz. Sie kann an alle Militärpersonen verliehen werden, die mindestens vier Wochen Dienst bei einer mobilisierten Einheit aus Anlass der Balkankriege Ende September 1912 taten.

### Donnerstag, 10. Juli
- Vereinigte Staaten: Im Death-Valley wird bei der Greenland Ranch (heute bekannt als Furnace Creek Ranch) vom National Weather Service eine Temperatur von 56,7 °C gemessen. Es handelt sich um einen Hitzerekord.[1]
- Langwies/Schweiz: Die Bauarbeiten für das Gründjitobel-Viadukt, eine Eisenbahnbrücke der Rhätischen Bahn, beginnen.
- Kavala/Zarentum Bulgarien: Im Zuge des Zweiten Balkankrieges gelingt der griechischen Marine die Einnahme der Stadt.[2]
- Europa Das Königreich Rumänien erklärt dem Zarentum Bulgarien den Krieg und tags darauf, am 11. Juli, folgt das Osmanische Reich. Zuvor hatten am 8. Juli schon Serbien und Griechenland den Krieg erklärt. Damit wird Bulgarien von allen Seiten angegriffen und der Zweite Balkankrieg war somit für das Zarentum definitiv verloren.[3]

### Dienstag, 15. Juli

Logo des Weisenauer Ruderverein 1913

- Mainz-Weisenau/Deutsches Kaiserreich: Der Weisenauer Ruderverein 1913 wird gegründet.[4]
- Deutsches Kaiserreich: Der Ingenieur der Luftverkehrsgesellschaft (LVG) Franz Schneider patentiert das mit dem Motor synchronisierte und daher starr nach vorne durch den Propellerkreis schießende MG, das es dem Piloten erlaubte, mit der ganzen Maschine zielend das Feuer im Frontalangriff gegen ein feindliches Flugzeug eröffnen zu können.[5]

### Mittwoch, 16. Juli

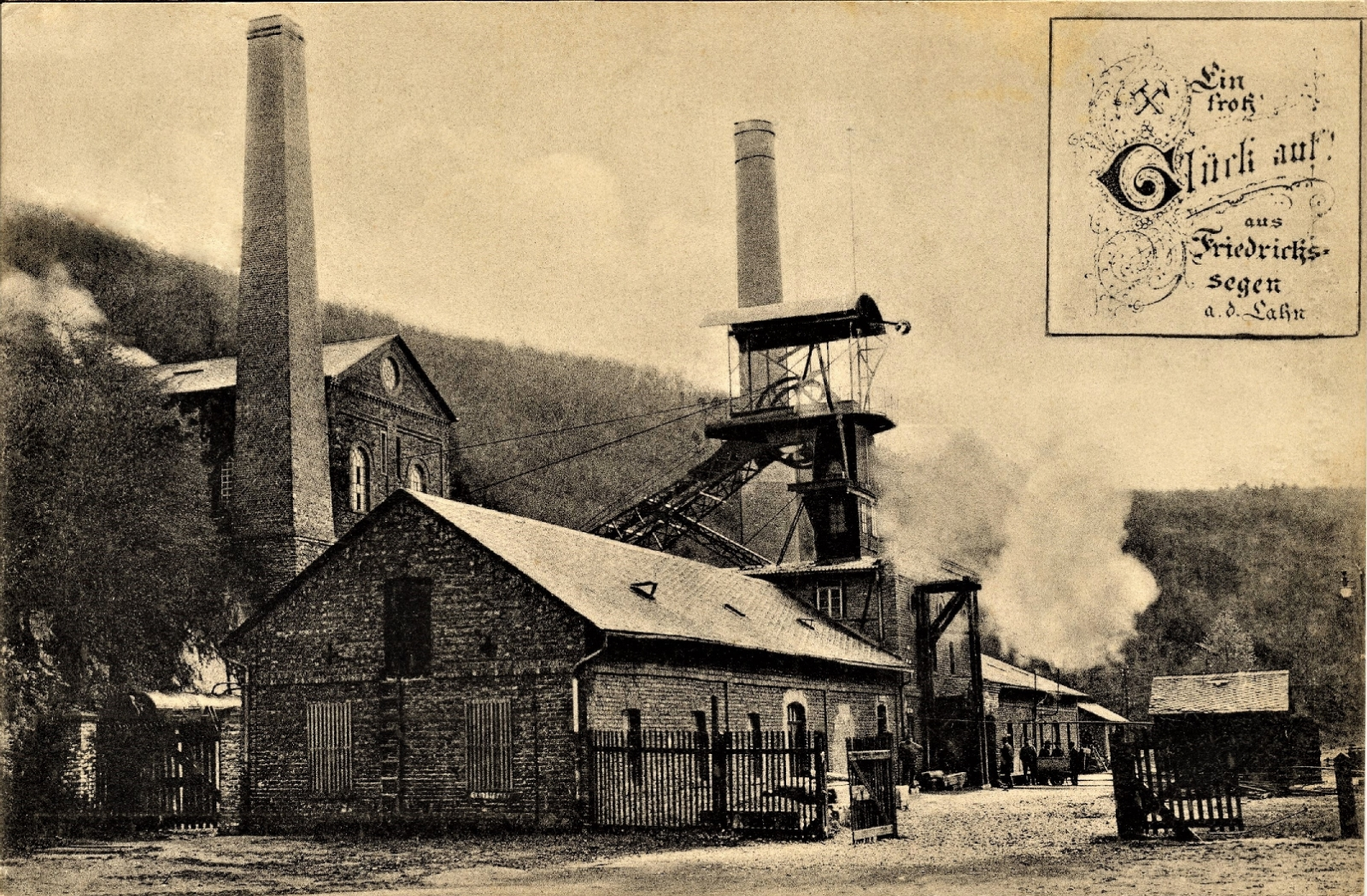
Förderanlagen der Grube Friedrichssegen 1905

- Bom Jesus/Brasilien: Die Stadt im Bundesstaat Rio Grande do Sul wird gegründet. Sie befindet sich auf 1046 m Meereshöhe 240 km nordöstlich von Porto Alegre.
- St. Leonhard (Graz)/Österreich-Ungarn: Die beiden Bäche des Stadtbezirks, Leonhardbach sowie Kroisbach (heute: Mariatrosterbach), verursachen das letzte – und verheerendste – Hochwasser vor ihrer darauf folgenden Kanalisierung.[6]
- Rhein-Lahn-Kreis/Deutsches Kaiserreich: Die Aktiengesellschaft Bergbau-AG Friedrichssegen, Betreiberin einiger Bergwerke in der Region, stellt einen Konkursantrag.

### Freitag, 18. Juli
- Darmstadt/Deutsches Kaiserreich: Jovanka Bončić-Katerinić erhält als erste Frau ein Diplom in Architektur. In der Prüfung wählte sie den Schwerpunkt Städtebau und das Sondergebiet Schulgebäude.[7]

### Montag, 21. Juli
- Adrianopel/Zarentum Bulgarien: Im Zuge des Zweiten Balkankrieges erobern die osmanischen Truppen die nicht verteidigte Stadt.

### Dienstag, 22. Juli

Titelblatt des Reichs- und Staatsangehörigkeitsgesetzes

- Deutsches Kaiserreich: Auf Betreiben des Alldeutschen Verbandes und des Deutschnationalen Handlungsgehilfen-Verbandes wird das Reichs- und Staatsangehörigkeitsgesetz (RuStAG) verabschiedet. Dieses Reichsgesetz wurde am 31. Juli 1913 verkündet und trat sodann gemäß seinem § 41 am 1. Januar 1914 in Kraft.[8] Es bildet die Grundlage für alle späteren Regelungen bezüglich der deutschen Staatsangehörigkeit.

### Mittwoch, 23. Juli

Flagge Delawares

- Arkansas/Vereinigte Staaten: George Washington Hays übernimmt das Amt des Gouverneurs von Junius Futrell. Hays bleibt bis zum 9. Januar 1917 auf diesen Posten.
- Niederbergisches Land/Deutsches Kaiserreich: Die Bauarbeiten für die Niederbergbahn beginnen. Teil der Strecke ist auch die 168 Meter lange Eulenbachbrücke.
- Formosa: Der Torpedobootszerstörer Shinonome der Kaiserlich Japanischen Marine, sinkt durch einen Unfall, weil er während eines Taifuns auf Grund läuft.

### Donnerstag, 24. Juli
- Delaware/Vereinigte Staaten: Die bis heute (2013) gültige Flagge Delawares wird angenommen. Sie besteht aus einer sandfarbenen Raute auf einer hellblauen Grundfläche, wobei in der Mitte der Raute das Siegel von Delaware sitzt.[9]
- Liverpool/Vereinigtes Königreich: Die Ceramic, ein Passagierschiff der britischen Reederei White Star Line, wird in Dienst gestellt. Es läuft unter dem Kommando von Kapitän John Stivey zu seiner Jungfernfahrt nach Sydney aus

### Samstag, 26. Juli

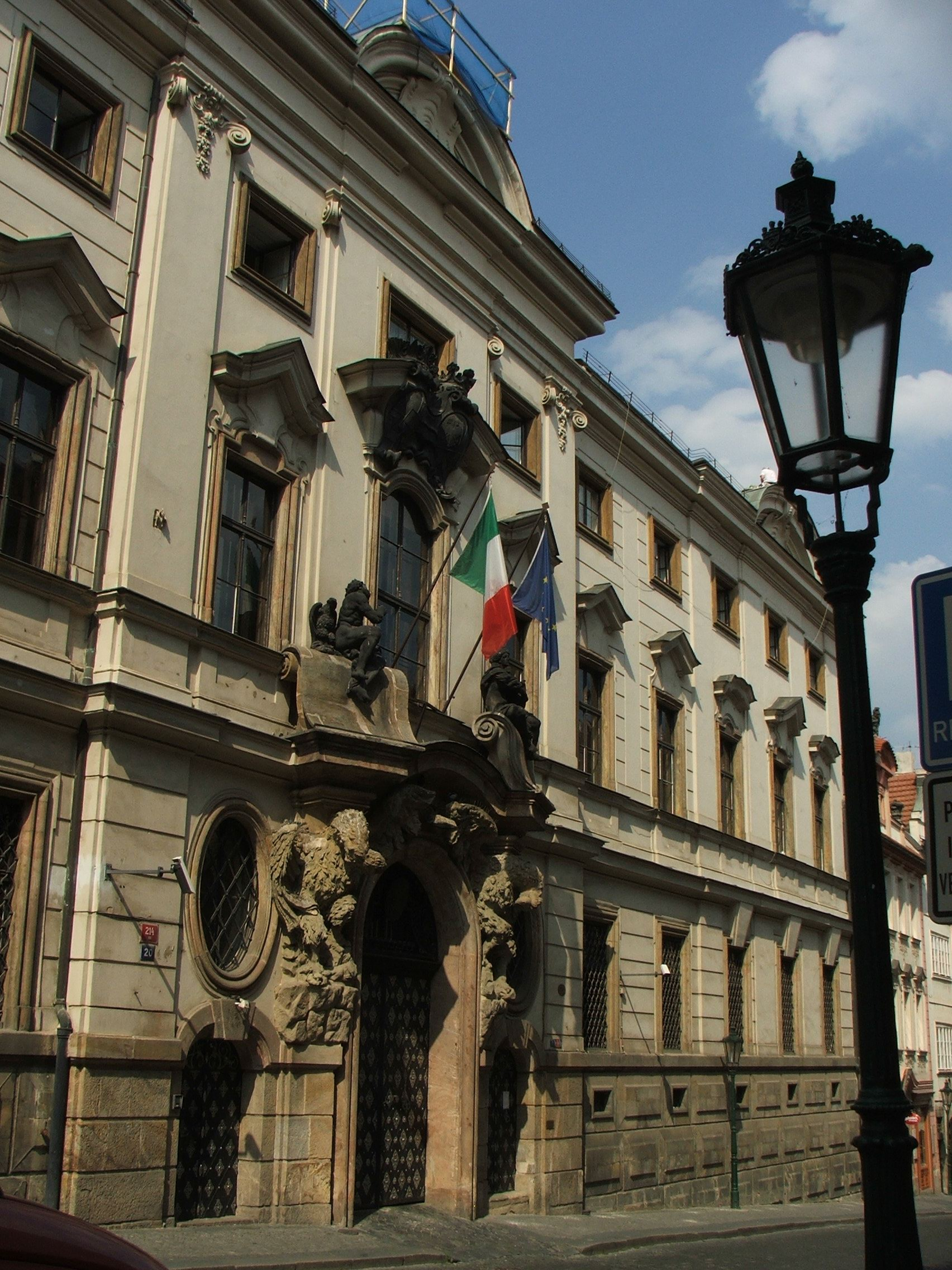
Sitz des Böhmischen Landtags 1801–1913: das Palais Thun-Hohenstein (heute die Botschaft Italiens)

- Königreich Böhmen/Österreich-Ungarn: Durch ein kaiserliches Patent wird der Böhmische Landtag aufgelöst und statt des funktionsunfähigen bisherigen Landesausschusses die Einsetzung einer vom Kaiser zu berufenden Landesverwaltungskommission rechtlich definiert.[10] Diese Kommission besteht aus fünf tschechischen und drei deutschen Mitgliedern unter dem Vorsitz von Adalbert Graf Schönborn.[11]
- Wiesloch/Deutsches Kaiserreich: Erzbischof Karl Fritz weiht die St. Gallus-Kirche ein. Damit können die Gottesdienste verlegt werden, die seit der Grundsteinlegung am 1. September 1912 im katholischen Kindergarten stattfinden mussten.
- Österreich-Ungarn: Die erste Verfügung zur Bekämpfung der Bisamratten wegen der Schäden an Dämmen, Kanälen und Deichanlagen infolge ihrer Wühltätigkeit wird erlassen, andere Länder folgen. Die unter dem Namen Schwanzprämie bekannten Gesetze wurden zu der Zeit nötig, nachdem die Bisamratte etwa 1905 aus Nordamerika eingeführt worden war und sich überraschend schnell über große Teile Asiens und Europas ausgebreitet hatte.